# 国道3号線 (モロッコ)
国道3号線（こくどう3ごうせん、アラビア語: الطريق الوطنية 3、フランス語: Route nationale 3、N3）は、モロッコのダフラ付近からティシュラ付近に至る、総距離347キロメートル (km) の一般道路である。